# Hyakunin Isshu

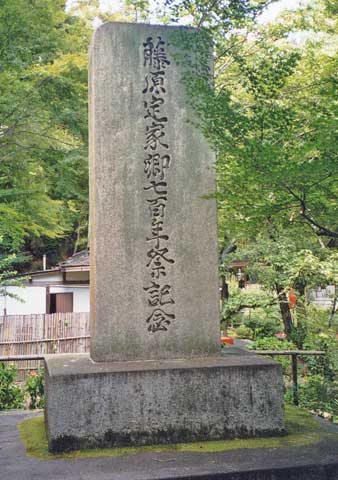
Monument für Teika in Ogura, Kyōto; erbaut zum 700. Todestag

Hyakunin Isshu (jap. 百人一首) bezeichnet in Japan eine bestimmte Art der Sammlung von waka-Gedichten. Der Bearbeiter der Sammlung wählt dazu hundert Gedichte von hundert Dichtern aus und stellt sie in einer Anthologie zusammen. Sinngemäß übersetzt bedeutet Hyakunin Isshu „Von hundert Dichtern je ein Gedicht“.

## Ogura Hyakunin Isshu
Die bekannteste dieser Anthologien ist Ogura Hyakunin Isshu (小倉百人一首), die im Jahr 1235 von Fujiwara no Teika (andere Lesung Fujiwara no Sadaie) zusammengestellt wurde, während er im Kyōtoer Stadtteil Ogura lebte. Sie umfasst Gedichte aus mehr als fünf Jahrhunderten und gibt in annähernd chronologischer Reihenfolge einen Überblick über die Dichtung am Hof des Tennō.

Über Jahrhunderte diente sie Schülern der Dichtkunst als Anregung zum Verfassen eigener Gedichte. Zu Beginn des 17. Jh. wurde Ogura Hyakunin Isshu Gegenstand eines beliebten Gesellschaftsspiels, dem Uta-Garuta. Ab Mitte des 17. Jh. wurde die Anthologie in Buchform gedruckt, mit Kommentaren und mit imaginären Bildern der Verfasser versehen. Bis in die heutige Zeit hinein erfreut sie sich in Japan großer Beliebtheit.